# Ofensiva a Tell Abyad
L'Ofensiva Tell Abyad, o Operació Màrtir Rubar Qamışlo, és una operació militar liderada per les Unitats de Defensa del Poble (YPG) i pel grup rebel del Front Al Nusra (FSA per abreviatura anglesa) que va començar a finals de maig de 2015 al nord de l'Ar. - Raqqà durant la Guerra Civil de Síria contra les tropes de l'Estat sirià. L'ofensiva va tenir lloc des de finals de maig fins al juliol de 2015. La campanya va ser la segona fase de l'operació kurda del comandant Rûbar Qamishlo, que va començar com una gran ofensiva per alliberar zones rurals a l'oest de la governació d'Al-Hasakah. L'objectiu principal de la campanya és capturar la ciutat fronterera de Tell Abyad per reunificar els cantons de Kobanî i Cizire al nord de Rojava.

## Antecedents
Durant el mes de maig de 2015, les YPG juntament amb els seus aliats van alliberar més de 4.000 quilòmetres quadrats de terra a l'oest de la Governació d'al-Hasakah, expulsant forces d'Estat Islàmic de la regió. Les YPG van alliberar Mabrukah, la regió de Tell Tamer i grans àrees del camp de Ras al-Ayn.

## L'ofensiva

### Avenç a Suluk

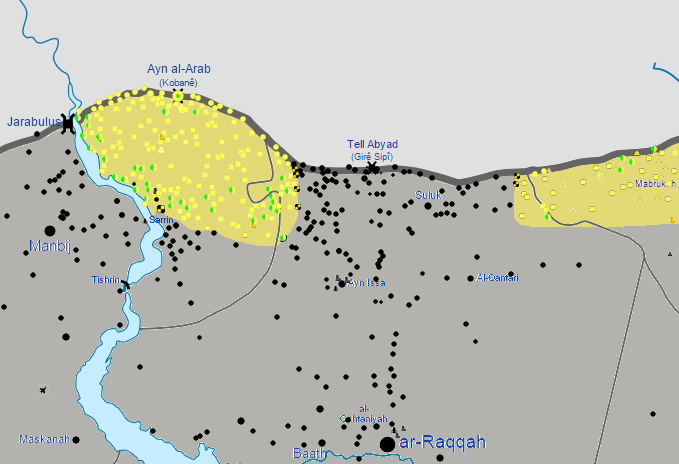
La situació a la regió de Tell Abyad el 31 de maig de 2015, a l'inici de l'ofensiva.

El 31 de maig, les forces kurdes van alliberar quatre poblacions a la frontera provincial entre Al-Hasakah i Ar-Raqqà. Alhora, una operació conjunta entre les forces kurdes i algunes forces del FSA des de l'oest del Cantó de Kobanî van llançar una gran ofensiva cap a Tell Abyad, amb com a mínim 4.000 lluitadors. Més de 35 militants d'EI van morir l'1 de juny.
El 2 de juny, EI va desplaçar 1.500 lluitadors al Tell Abyad com a reforços, majoritàriament al de l'oest de la ciutat, per aturar l'avenç kurd. El mateix dia, les YPG i el FSA del Cantó de Jazira van avançar en diferents poblacions prop de la ciutat de Suluk. No obstant això, els reforços jihadistes es van assentar principalment al front oest de la regió.
El 13 de juny, les forces atacants es trobaven a 10 quilòmetres de Tell Abyad, mentre les YPG van començar a assetjar la ciutat de Suluk. Aquell dia, milers de sirians de la regió van buscar refugi a Turquia, però les forces turques no els van deixar travessar la frontera.
Per al 14 juny, les forces pro-kurdes eren a 5 quilòmetres de Tell Abyad, capturant aproximadament 20 poblacions al cap al sud-est de la ciutat El mateix dia, les YPG van capturar Salouk, després que les milicies jihadistes abandonessin la ciutat assetjada. El setge va durar 48 hores. 

### Captura de Tell Abyad
Durant la nit del 14 de juny, un atacant suïcida d'EI es va immolar prop d'un punt de control de les YPG del sud-oest de Tell Abyad, matant a quatre combatents kurds i dos membres mèdics. Mentrestant, les forces de les YPG i aliats van entrar a la ciutat des de l'oest i l'est. Fonts locals informaven que al voltant de 600 militants d'EI van quedar atrapats a Tell Abyad.
El 15 de juny de YPG i les forces aliades van capturar Mashor Tahtani, al sud-est de Tell Abyad, i es van apoderar de la carretera de Tell Abyad-Raqqa, assetjant la ciutat fronterera estratègica de Tell Abyad. Les forces kurdes que provenien tant de l'oest com de l'est van trobar al poble de Qaysariyeh, dues milles al sud de Tell Abyad, per primera vegada des de l'inici del la guerra. Més tard aquest mateix dia, les forces kurdes i rebels van prendre el punt fronterer de Tell Abyad i la part oriental i meridional de la ciutat. 11 membre d'EI es van lliurar a l'Exèrcit turc, a l'altre costat de la frontera. Hores després, les forces aliades van capturar la major part de Tell Abyad, mentre que uns pocs focus de resistència d'EI s'hi van mantenir dins. Al voltant de 40 militants d'EI van morir en intentar fugir de la ciutat cap Ayn Issa. Altres van fugir amb èxit la ciutat.
L'endemà, les YPG i les forces aliades van capturar Tell Abyad, tot reforçant posicions al voltant de la ciutat, mentre que les forces jihadistes reforçaven les seves posicions al nord de la ciutat d'Ar-Raqqà. Alhora, fonts locals van informar que les YPG van portar reforços de la governació d'Al Hasakah, per evitar que l'EI reobrís les rutes de subministrament a Tell Abyad.
El 24 de juny, les YPG van capturar la població de Shakrak, situat a l'est d'Ayn Issa. També van capturar Khirbat Hadla, al sud-oest d'Ayn Issa, i situant-se a uns 35 quilòmetres d'Ar-Raqqa. El 25 de juny, les forces kurdes també van assegurar la part restant de l'autopista M4 al nord de la Governació d'Ar-Raqqà, i van consolidar el control de les carreteres que conduïen a Ar-Raqqa.
La captura d'Ayn Issa i l'autopista M4 al nord d'Ar-Raqqa va bloquejar la línia de subministrament d'EI entre les províncies d'Alep i Al-Hasakah.

### Contraatac d'EI
El 25 de juny, militants d'EI van llançar un atac contra la ciutat de Kobani, en venjança pels recents avenços a les regions d'Al-Hasakah i Tell Abyad.
El 30 de juny, Estat Islàmic va controlar un barri als afores de la ciutat, amb l'ajut de les cèl·lules dorments. Les YPG van respondre ràpidament intentant envoltar als militants. L'endemà, l'atac va ser sufocat. 
El 3 de juliol, els jihadistes van atacar la població de Qinetra, prop de Tell Abyad, amb una cotxe bomba i 4 suïcides. L'atac va ser repel·lit però va deixar 2 lluitadors del FSA i 6 militants d'EI morts.
El 6 de juliol, EI va recuperar Ayn Issa, en un contraatac massiu que va deixar desenes de combatents de les YPG morts o ferits. L'endemà, les forces kurdes van recapturar 11 llogarets prop d'Ayn Issa que havien perdut el dia anterior. El 8 de juliol, les YPG van alliberar altra vegada Ayn Issa. Com a mínim 69 militants d'EI i 5 combatents de les YPG van morir durant els enfrontaments, juntament amb 78 jihadistes morts per bombardejos de la coalició internacional. El 9 de juliol EI va llançar un altre contraatac a Ayn Issa, però aquesta vegada va poder ser repel·lida. L'endemà, les YPG van donar la ofensiva per acabada amb èxit.

## Conseqüències

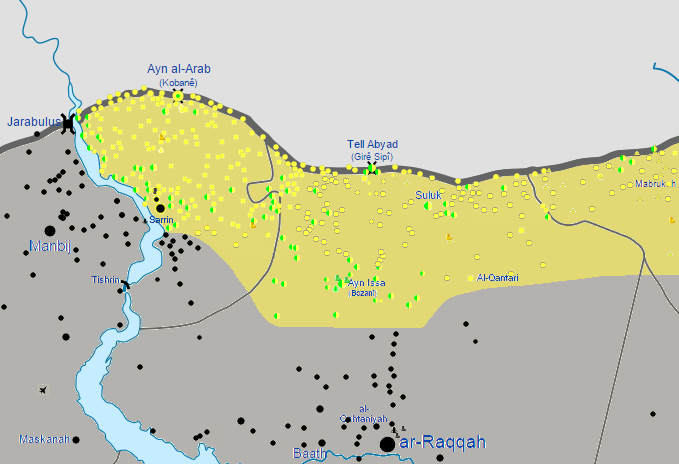
Situació a la regió de Tell Abyad el 10 de juliol de 2015, un cop finalitzada l'ofensiva.

Entre el 14 i el 18 juliol, les forces jihadistes van llançar una sèrie d'atacs suïcida prop de Tell Abyad i Suluk. Els enfrontaments van causar la mort de com a mínim 1 militant de les YPG i 16 islamistes.
El 25 de juliol fins a 20 suïcides d'EI van atacar àrees rurals de Tell Abyad. Tots els atacants van morir durant els enfrontaments.
El 27 de febrer de 2016, l'EI va atacar Tell Abyad des de Turquia pel nord i Síria pel sud. Turquia, però, va negar que els atacants entressin per territori turc. L'atac va matar 20 militants de les YPG i més de 45 milicians jihadistes, segons SOHR, abans de ser repel·lit per les forces kurdes, amb suport aeri de la coalició internacional.

## Anàlisi estratègica
Tell Abyad va ser descrita pel Washington Post com "una de les possessions estratègicament vitals d'Estat Islàmic", perquè és una zona que fa frontera amb Turquia. La seva caiguda va aïllar la ciutat d'Ar-Raqqa, en mans d'Estat Islàmic, deixant només obertes les vies de subministrament exterior a l'est de l'Eufrates. Alliberar Tell Abyad també va suposar de gran ajuda a les forces kurdes YPG per enllaçar el Cantó de Cizîrê amb el Cantó de Kobani, passant a controlar vastes àrees del nord de Síria. Així mateix, els experts van dir que l'inici de col·laboració amb la coalició internacional encapçalada per Estats Units podria suposar un "projecte d'èxit a Síria", tot i les dificultats de repetir-ho en altres àrees.

## Reaccions

### Reacció internacional
- Estats Units – Els Estats Units van expressar la seva preocupació, a través del portaveu del Departament Estatal Jeff Rathke, insinuant que les forces kurdes havien violat drets humans desplaçant milers d'àrabs i turcmans.[41]
- Turquia – El president turc Recep Tayyip Erdoğan va dir que la captura de Tell Abyad plantejava una "amenaça directa" a Turquia i va acusar les forces kurdes de desplaçaments forçosos de turcmans i àrabs. També va acusar els kurds d'ocupar regions àrabs.[42][43]